# Jaroslav Mašek (letec)
Jaroslav Mašek (6. října 1911 Orlová – 19. července 1945 Londýn) byl český palubní radista a střelec, protinacistický odbojář a příslušník 311. československé bombardovací perutě.

## Život

### Před druhou světovou válkou
Jaroslav Mašek se narodil 6. října 1911 v Orlové v rodině vodárenského mistra. V Karviné vystudoval dvouletou strojní průmyslovou školu a mezi lety 1930 a 1932 armádní školu pro letecký dorost v Prostějově, během které získal kvalifikaci leteckého pozorovatele. Následně sloužil u 76. lehké bombardovací letky ve Vyškově jako délesloužící poddůstojník, palubní radista a střelec.

### Druhá světová válka
Po německé okupaci v březnu 1939 vstoupil Jaroslav Mašek do protinacistického odboje. Byl členem skupiny, která organizovala odchod československých letců do zahraničního odboje. Dotyční byli odesíláni na Ostravsko, kde je další skupina, ve které pracoval jeho bratr Zdeněk Mašek, převáděla přes hranice do Polska. Sám ilegálně opustil společně s rtm. Kubátem Protektorát Čechy a Morava 11. června 1939 přes Frýdek a Domaslavice. Přes Polsko se dostal do Francie, kde vstoupil do cizinecké legie. Po vypuknutí druhé světové války byl ze závazku uvolněn a zařazen k letectvu. Prováděl výcvik, bitvy o Francii se ale nezúčastnil. Po jejím pádu v červnu 1940 se evakuoval do Spojeného království. Zde byl přijat do Royal Air Force a zařazen k 311. československé bombardovací peruti. Již v té době byl nemocný tuberkulózou, proto nemohl létat a působil u pozemního personálu a jako instruktor. Oženil se, manželům se narodila dcera. Na svou nemoc zemřel 19. července 1945 v Londýně.